# Miért kell, hogy elmenj?
Chansons représentant la Hongrie au Concours Eurovision de la chanson
Fortuna
(1996) A holnap már nem lesz szomorú
(1998)
Miért kell, hogy elmenj? (en français Pourquoi dois-tu partir ?) est la chanson représentant la Hongrie au Concours Eurovision de la chanson 1997 à Dublin en Irlande. Elle est interprétée par le boys band V.I.P. (hu).

## Sélection
Le diffuseur Magyar Televízió organise la sélection et retient dix-neuf chansons qu'elle soumet au vote de cinq jurys régionaux lors d'une émission de télévision le 28 février 1997.

## Eurovision
La chanson est la dix-neuvième de la soirée, suivant Let Me Fly interprétée par Debbie Scerri pour Malte et précédant Primadonna interprétée par Alla Pougatcheva pour la Russie.
À la fin des votes, la chanson obtient 39 points et finit à la douzième place sur vingt-cinq participants (ex aequo avec Hórepse interprétée par Marianna Zorba pour la Grèce).

### Points attribués à la Hongrie
| 12 points                              | 10 points | 8 points      | 7 points          | 6 points |
| -------------------------------------- | --------- | ------------- | ----------------- | -------- |
|                                        |           | - Royaume-Uni |                   |          |
| 5 points                               | 4 points  | 3 points      | 2 points          | 1 point  |
| - Estonie - France - Islande - Pologne | - Irlande | - Turquie     | - Croatie - Malte |          |